# Emsisoft
Emsisoft是一家总部位于新西兰、员工分布于全球各地的杀毒软件公司。 该公司现以解密遭勒索軟體攻击的被加密数据而闻名。
Emsisoft的反病毒产品被称为Emsisoft Anti-Malware，其有三个版本，分别称为Anti-Malware Home、Business Security和Enterprise Security。有报道称Emsisoft产品的成绩超越了其竞争对手卡巴斯基實驗室和諾頓防毒；而根据其首席执行官Christian Mairoll的说法，这归功于该公司的远程办公模式可以招募世界各地最优秀的人才。 2006年，该公司揭示了首个JavaScript勒索软件——Ransom32。
创始人Christian Mairoll最早于奥地利创办了这家虚拟的反病毒公司。此后他搬到新西兰的乡村并在那里管理该公司。Emsisoft没有办公室，其员工在世界各地远程办公。 

## 事件
2021年初，Emsisoft出现系统漏洞，因不当配置，一个含有Emsisoft产品和服务所生成的日志的数据库被不当曝露给未经授权的第三方。Emsisoft在察觉到攻击后采取了安全措施，包括断开该系统的连接、使用计算机取证技术调查事件。受影响客户得到了通知，Emsisoft也就此事件公开道歉。